# Sans issue (film, 2022)
Pour les articles homonymes, voir Sans issue.
Pour plus de détails, voir Fiche technique et Distribution.
Sans issue (No Exit) est un film américain réalisé par Damien Power, sorti en 2022, et adapté du roman éponyme de Taylor Adams publié en 2017.

## Synopsis
Darby Thorne décide de partir voir sa mère dans un hôpital quand une tempête de neige s'abat sur elle.  Elle se retrouve alors bloquée dans un chalet avec d'autres personnes. Elle s'aperçoit qu'une fille a été ligotée à l'arrière d'une camionnette qui appartient à une des personnes présentes.

## Fiche technique
- Titre original : No Exit
- Titre français et québécois[1] : Sans issue
- Réalisation : Damien Power
- Scénario : Andrew Barrer et Gabriel Ferrari, basé sur le roman de Taylor Adams
- Production : Scott Frank
- Sociétés de production : 20th Century Studios et Flitcraft
- Musique : Marco Beltrami et Miles Hankins
- Photographie : Simon Raby
- Montage : Andy Canny
- Décors : Anneke Botha
- Costumes : Liz McGregor
- Pays d'origine : États-Unis
- Genre : thriller
- Durée : 95 minutes[2]
- Dates de sortie :  
  - États-Unis : 25 février 2022 sur Hulu
  - France : 25 février 2022 sur Disney+

## Distribution
- Havana Rose Liu (VF : Geneviève Doang) : Darby Thorne
- Danny Ramirez (VF : Jean-Baptiste Maunier) : Ash
- David Rysdahl (VF : Donald Reignoux) : Lars
- Dale Dickey (VF : Isabelle Leprince) : Sandi
- Mila Harris (VF : Lila Lacombe) : Jay, la jeune femme kidnappée
- Dennis Haysbert (VF : Thierry Desroses) : Ed
- Benedict Wall : le caporal Ron Hill
- Lisa Zhang : Devon (sœur de Darby)
- Hweiling Ow : la mère de Darby

## Production
Le 10 octobre 2017, la 20th Century Fox a annoncé avoir posé une option sur les droits d'adaptation du roman No Exit de Taylor Adams. Scott Frank, le scénariste de Logan, a été engagé pour produire le film. Le 12 mars 2019, Damien Power a été annoncé à la réalisation, avec Andrew Barrer et Gabriel Ferrari au scénario. Le 29 juin 2021, Danny Ramirez, Dennis Haysbert, Havana Rose Liu, David Rysdahl, Dale Dickey et Mila Harris ont été confirmés au casting, et que le tournage avait pris fin en Nouvelle-Zélande. Marco Beltrami et Miles Hankins ont composé la bande originale pendant la post-production.

## Sortie
Initialement prévu pour une sortie en salles par la 20th Century Fox, le film a finalement été distribué sur Hulu aux États-Unis et Disney+ pour le marché international le 25 février 2022.